# Clara Voortman-Dobbelaere
Clara Voortman-Dobbelaere (Gent, 14 januari 1853 – Menton, 15 april 1926) was een Belgische kunstenares, actief in diverse artistieke domeinen.

## Biografie
Clara Sabina Victoria Maria Dobbelaere werd op 14 januari 1853 geboren in Gent. Ze groeide op in een gezin uit de gegoede burgerlijke klasse, als tweede dochter van Pierre Bernard Dobbelaere (1805-1888), die een eigen zeildoekfabriek had, en Melanie Maria Coleta Hulin (1823-1897), afkomstig uit een Gentse doktersfamilie.
Op 12 augustus 1871 trouwde Clara Dobbelaere met Jules Voortman (1835-1923), een Gentse textielfabrikant. Samen kregen ze twee zonen, Jean (1872-1947) en Robert Voortman (1877-1937). Clara Voortman woonde samen met haar gezin op de Vogelenzangkaai nummer 28 in Gent, waar ze verbleef tot aan de dood van haar man.
De familie Voortman bezat ook een zomerverblijf in Meerle, bij Hoogstraten, waar Clara Voortman veel tijd doorbracht met haar gezin. Daar legde ze haar familie vast op beeld: ze fotografeerde familiebijeenkomsten en jachttaferelen, maar ook de omgeving en het boerenleven in de streek.
Na het overlijden van haar man verhuisde Clara Voortman naar Menton, bij Nice, waar ze op 73-jarige leeftijd overleed.

## Opleiding
Net als vele meisjes van haar klasse werd Clara Dobbelaere minimaal onderricht in de kunsten (teken- en schilderkunst, muziek, naaldwerk, e.d.). Zij zette pas op latere leeftijd haar eerste stappen in de kunstwereld. Waarschijnlijk ging ze in de jaren 1880 in de leer bij Jean Delvin (1853-1922), die ook een goede vriend van de familie was.
Jean Delvin was een Belgische kunstschilder die vanaf 1881 doceerde aan de Gentse Academie, waar hij later ook directeur zou worden. Hij speelde een grote rol in het oprichten van de cursus tekenen voor meisjes aan de Academie. Daarnaast was hij ook lid van verschillende kunstverenigingen, waaronder de Gentse Cercle Artistique et Littéraire waar Clara Voortman haar werk regelmatig zou tentoonstellen.
Clara Voortman zou later ook betrokken geweest zijn bij de organisatie en inrichting van de opleiding toegepaste kunsten aan de Gentse Academie.

## Werk

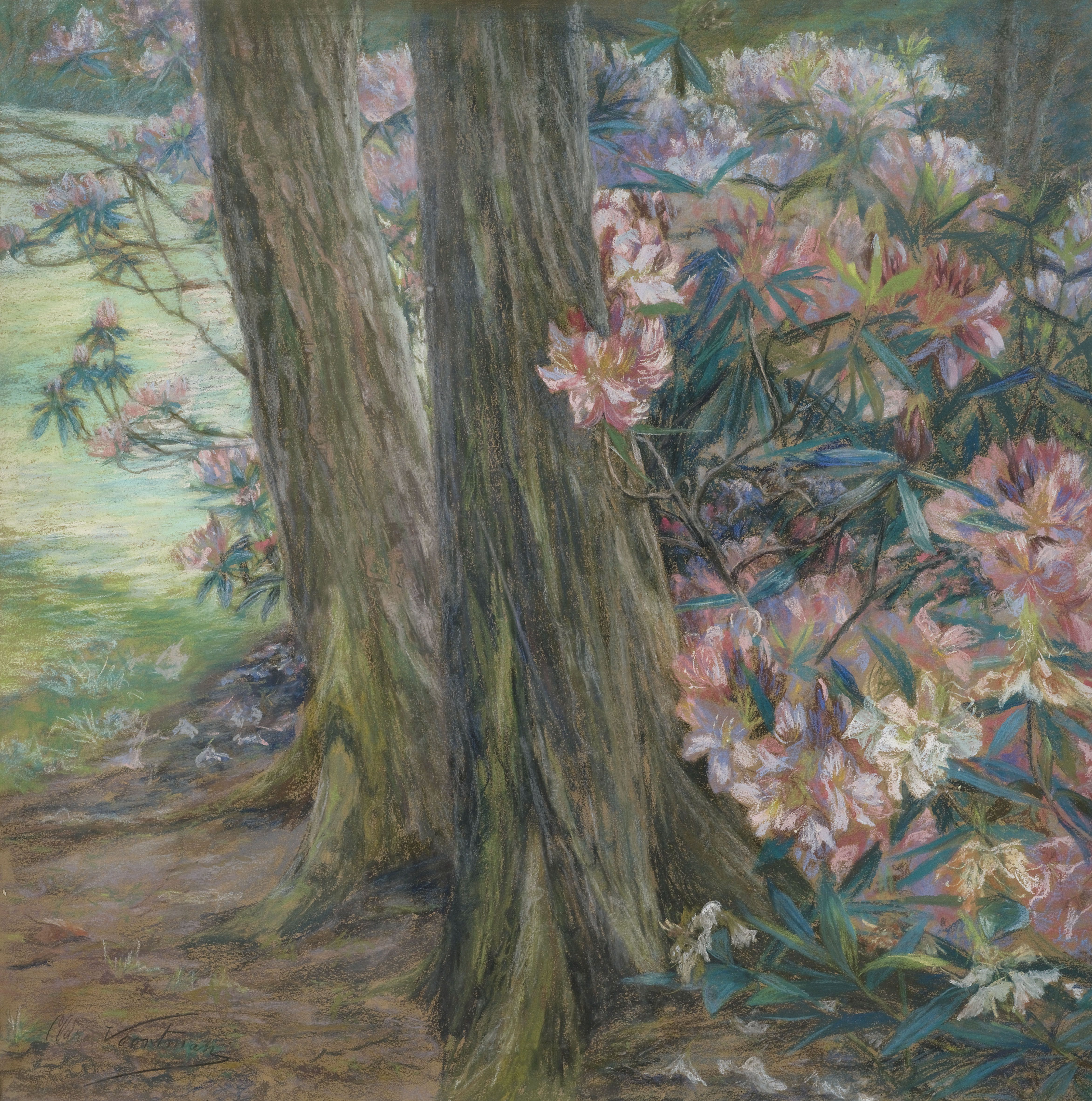
Rhododendronbos in een tuin. Herkomst: Familie Paggen, Villa Pax, Membach.

Het oeuvre van Clara Voortman bestaat voornamelijk uit pasteltekeningen en olieverfschilderijen. Daarnaast zijn er ook een aantal potlood- en houtskooltekeningen bekend. Haar beeldend werk bevat vooral landschappen en genretaferelen, en in mindere mate stillevens en bloemschilderkunst.
Clara Voortman zou zich pas later in haar carrière toespitsen op de toegepaste kunsten, ze focuste zich dan vooral op lederbewerking en bronzen objecten. Haar werk binnen de toegepaste kunsten werd voor het eerst genoemd in de saloncatalogus van La Libre Esthétique uit 1901, waarin ze vermeld staat met negentien lederwerken. Ze maakte onder meer bewerkte lederen boekbanden en portemonnees, maar ook houten kistjes die afgewerkt werden met leer. In haar lederwerk komen vooral florale en vegetatieve motieven voor, die typerend zijn voor de art-nouveaustijl. Daarnaast kennen we ook een aantal bronzen objecten, zoals schaaltjes, bekers en tafelbelletjes. Bij deze objecten komen vooral dierlijke motieven naar voren zoals kikkers en hagedissen.

## Exposities
Vanaf 1890 nam Clara Voortman regelmatig deel aan verschillende tentoonstellingen en salons. Ze nam zowel deel aan tentoonstellingen van Belgische kunstverenigingen, zoals de Cercle artistique et littéraire en La Libre Esthétique, als aan grote exposities, zoals de Triënnale Salons en wereldtentoonstellingen. Clara Voortman nam voornamelijk deel aan exposities die in België plaatsvonden, maar ze nam ook enkele keren deel aan internationale tentoonstellingen. Zo exposeerde ze haar werk in het begin van haar carrière meermaals op Parijse tentoonstellingen.
Daarnaast exposeerde Clara Voortman haar werk ook een aantal keer op solotentoonstellingen, iets wat niet vanzelfsprekend was voor vrouwelijke kunstenaars in die tijd. Ze zou haar werk tweemaal tentoongesteld hebben in Zaal Verlat, een Antwerpse galerie.

## Werken
- Les rhododendrons en fleurs
- Paysage montagneux
- Pensive